# Уистла
Уистла (исп. Huixtla) — город в Мексике, штат Чьяпас, входит в состав одноимённого муниципалитета и является его административным центром. Численность населения, по данным переписи 2020 года, составила 32 109 человек.

## Общие сведения
Название Huixtla с ацтекского языка можно перевести как — тернистое место.
Поселение было основано в 1486 году как колония ацтеков. В 1611 году в нём проживало 330 жителей, а в 1821 году — 586 человек.
В 1898 году Уистла получает статус посёлка.
В 1908 году начинает работать панамериканская железная дорога, что приводит к экономическому и социальному росту Уистлы.
17 января 1931 года, по указу губернатора Раймундо Энрикеса, Уистан получает статус города
В 1936 году в городе строится водопровод, а в 1942 году — канализация.